# Hoplocryptus murarius
Hoplocryptus murarius là một loài tò vò trong họ Ichneumonidae.